# Taurovenator
Taurovenator is een geslacht van vleesetende theropode dinosauriërs behorende tot de Carnosauria dat tijdens het late Krijt leefde in het gebied van het huidige Argentinië. De typesoort is Taurovenator violantei.

## Vondst en naamgeving
Op de Rancho Violante, aan de oevers van het Lago Ezequiel Ramos-Mexía in de provincie Río Negro, worden sinds 2005 opgravingen verricht waarbij acht typen theropoden werden onderkend.
In 2016 werd de typesoort Taurovenator violantei benoemd en beschreven door Matías J. Motta, Alexis M. Aranciaga Rolando, Sebastián Rozadilla, Federico E. Agnolín, Nicolás R. Chimento, Federico Brissón Egli en Fernando Emilio Novas. De geslachtsnaam is een combinatie van het Latijn taurus, "stier", en venator, "jager", en verwijst naar een kenmerkende hoorn achter de oogkas. De soortaanduiding eert de eigenaar van de ranch, Enzo Violante.
Het holotype, MPCA PV 802, is gevonden in een laag van de Huinculformatie die dateert uit het Cenomanien-Turonien. Het bestaat uit een rechterpostorbitale. Verder zijn geen fossielen toegewezen. Het fossiel maakt deel uit van de Colección Paleontología de Vertebrados, Museo Provincial “Carlos Ameghino”.

## Beschrijving

### Grootte en onderscheidende kenmerken
Uit de lengte van het postorbitale, een twaalf centimeter, valt op te maken dat Taurovenator een grote theropode is. De lichaamsomvang lijkt echter duidelijk minder te zijn dan bij Giganotosaurus of Mapusaurus
In 2016 werden twee onderscheidende kenmerken vastgesteld. Er bevindt zich een uitsteeksel gevormd als een hoorn op de bovenrand. De neergaande tak is aan de binnenkant naar boven uitgehold.
In 2019 werd erop gewezen dat deze kenmerken ook aanwezig zijn bij een specimen van Mapusaurus, MCF-PVPH-108.177. Taurovenator zou daarom een jonger synoniem zijn van die soort.

### Bouw van hetos postorbitale
De hoorn is klein, afgerond en duidelijk afstaand van de rand. Het os postorbitale is relatief robuust. De neergaande tak is kort, breed en overdwars dun, met een driehoekige dwarsdoorsnede. De buitenwand van de tak is sterk dooraderd, een teken dat het mogelijk gaat om een oud individu. De binnenwand draagt een opvallende verticale richel. Van de voorrand van de tak steekt een groot driehoekig uitsteeksel naar voren in de oogkas dat diende om de oogbol van onderen te ondersteunen, een afgeleid kenmerk. De robuuste en overhangende bovenrand van de oogkas heeft een ronde dwarsdoorsnede. Het postorbitale raakt vooraan het traanbeen wat het voorhoofdsbeen van de rand van de oogkas uitsluit. De binnenkant van de neergaande tak zet zich als een beenplaat voort in een uitholling in de binnenste bovenrand. Die uitholling loopt weer uit in een opening in het bot die de beschrijvers zagen als een pneumatopoor, een toegang voor een uitloper van de luchtzak. De bovenkant van de bovenrand is sterk verruwd en geornamenteerd, doorlopend in de hoorn. Achter de hoorn is de achterste tak gladder, afgerond en kort. Er is geen teken van een apart palpebrale zoals wel verondersteld voor Mapusaurus.

## Fylogenie
Taurovenator is in Carcharodontosauridae geplaatst. Dit is niet gebaseerd op een exacte kladistische analyse. Een afgeleide positie binnen de groep wordt gesuggereerd door de processus intraorbitalis, de overhangende bovenrand, de korte neergaande tak en een scherpe hoek tussen die tak en de bovenrand.